# یوان شو چی
یوان شو چی (انگلیسی: Yuan Shu-chi؛ زادهٔ ۹ نوامبر ۱۹۸۴) کماندار اهل تایوان است.